# Hosahudya, Dod Ballapur
Hosahudya là một làng thuộc tehsil Dod Ballapur, huyện Bangalore Rural, bang Karnataka, Ấn Độ.